# Vernouillet (Yvelines)
Vernouillet település Franciaországban, Yvelines megyében. Lakosainak száma 9953 fő (2022. január 1.). Vernouillet Chapet, Médan, Morainvilliers, Triel-sur-Seine és Verneuil-sur-Seine községekkel határos.

## Népesség
A település népessége az elmúlt években az alábbi módon változott:
| Lakosok száma | 9698 | 9963 | 10 201 | 10 048 | 10 077 | 10 104 | 10 266 | 10 025 | 9953 |
|               | 2013 | 2015 | 2016   | 2017   | 2018   | 2019   | 2020   | 2021   | 2022 |